# Fogdö kyrka

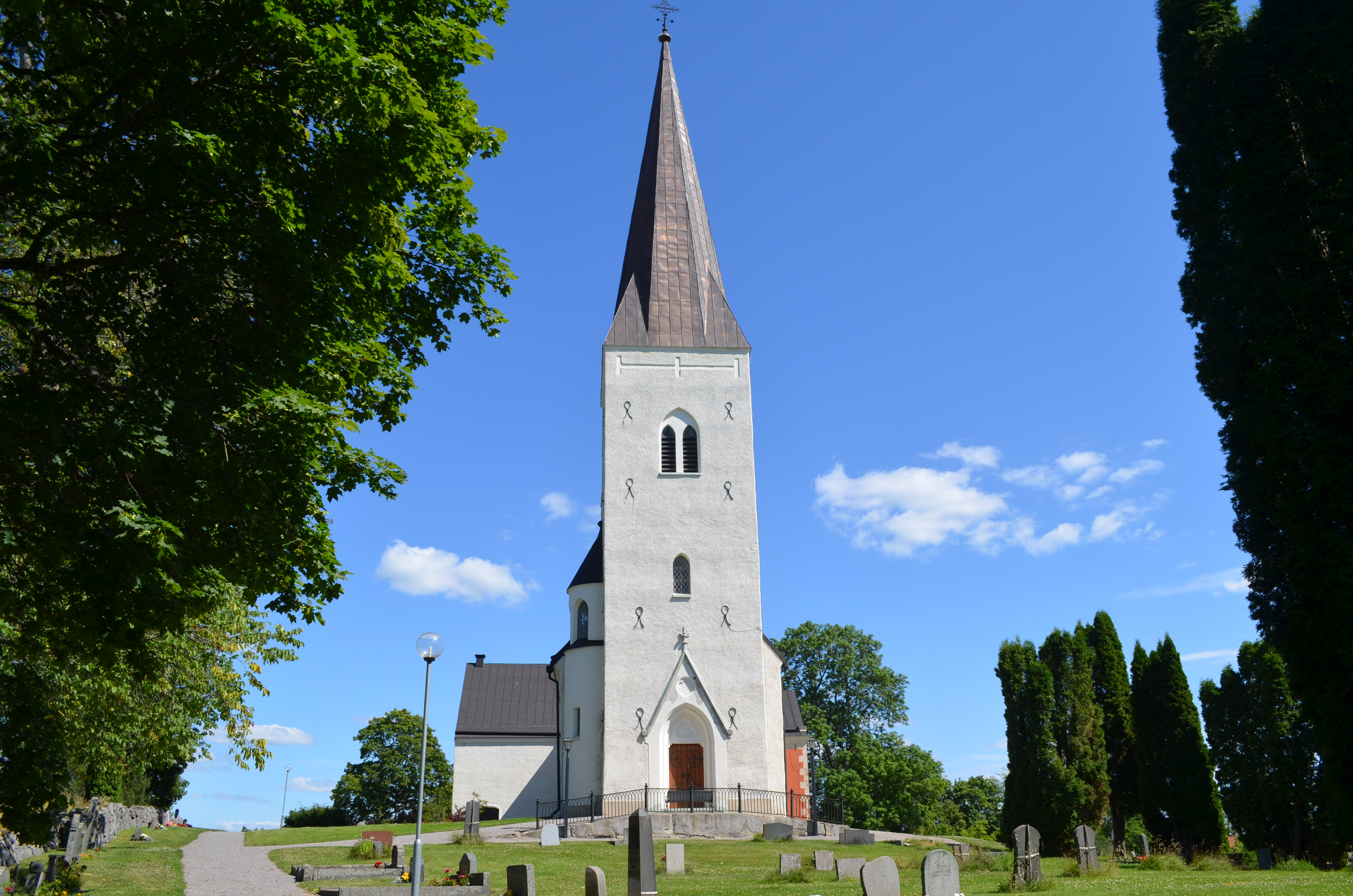
Fogdö kyrka

Fogdö kyrka är en kyrkobyggnad i Vårfruberga-Härads församling (gamla Fogdö socken) i Södermanland, belägen ca 9 km nordväst om Strängnäs och som tillhör Strängnäs stift.

## Historik
Under 1100-talet uppfördes en kyrka med måtten 12 x 7,5 meter och med ett torn i väster. Under denna period kom även nunnor dit, för att i anslutning till kyrkan leva ett klosterliknande liv. Kyrkan fungerade både som sockenkyrka och klosterkyrka under denna tid. Om detta vittnar en låg igensatt port i sydfasaden - "nunneporten".
Under 1200-talet utvidgades koret för att bättre kunna tjäna nunnekonventets korgudstjänst. Vid denna tid tycks en cistercienserskolad byggherre ha varit anlitad, vilket murarna vittnar om. Ganska snart kom dock nunnorna att lämna kyrkan för ett nybyggt kloster vid Mälarens strand: Vårfruberga kloster. Den renovering som påbörjades vid Fogdö kyrka kom bara att omfatta koret, innan man alltså övergav kyrkan och intilliggande klosterbyggnader i söder och flyttade till Kungsberg.
Kyrkan användes sedan enbart som sockenkyrka. Under 1300- och 1400-talen kom Bergshammars och Hesselbyholms sätesgårdar att få betydelse för kyrkans vidare vård och försköning. Kyrkan försågs med målningar, östfasad, valv och ett högre torn.
Under 1500-talet byggdes en tornspira. Färgade glasrutor sattes upp i östfönstret med "det brutala" riksrådet Bengt Nilssons (Färla) vapen.
På 1600-talet byggdes ett gravkor i söder åt familjen Posse på Bergshammar. Under denna tid tillkom även en sakristia. Det var änkan Catharina Elisabeth Kurck som låg bakom denna utvidgning.
Under 1800-talet förändrades utseendet på gravkorets tak. Den nuvarande ingången tillkom i tornet (1889).
År 2000 blev kyrkans fasad helt renoverad. Fönstren målades och ett nytt tak lades på. Det Sackska gravkoret återfick sin röda färg och tidigare hörn- och fönsterkedjor. Invändigt har koret rengjorts, liksom vapenhuset och torntrappan. Kyrkan har även återfått blinderingarna på den övre östgaveln. Det lilla Thörnflychtska gravkoret renoverades också utvändigt.

## Inventarier
- Kalkmålning, av Fogdömästaren under 1400-talets första fjärdedel.
- Triumfkrucifix av trä från verkstad i mälardalen under 1400-talets andra hälft.
- Träskulptur av lövträd, biskop, från verkstad i mälardalen under 1200-talets andra hälft.
- Träskulptur av ek, manligt helgon, från gotländsk verkstad under 1300-talets andra fjärdedel.
- Träskulptur av ek, Martin av Tours till häst, från verkstad i mälardalen under 1400-talets andra hälft.
- Predikstol från 1642.
- Bänkkvarter från 1600-talet.

## Orglar
- 1744: Orgelbyggare Daniel Stråhle (1700–1746) byggde ett 7-stämmigt orgelverk.[1][2]

| Manual       |
| Gedackt 8'   |
| Principal 4' |
| Flöjt 4'     |
| Kvinta 3'    |
| Oktava 2'    |
| Trumpet 8'   |
| Scharf III   |

- 1848: Gustaf Andersson, Stockholm, byggde en enmanualig orgel med bihangspedal. Fasaden placerades på läktarbarriären och spelbordet på orgelhusets norra gavel. Klaviaturomfång: manual C - f³, pedal C - g°. Alla fasadpipor stumma.

Ursprunglig disposition:
| Manual C-f³               | Pedal C-g° |
| Borduna 16', B/D          | bihängd    |
| Principal 8', B/D         |            |
| Dubbelfleut 8', B/D       |            |
| Fleut d'Amour 8' (fr. c°) |            |
| Fugara 8' (fr. c°)        |            |
| Octava 4'                 |            |
| Fleut 4'                  |            |
| Qvinta 3' (eg. 2 2/3')    |            |
| Octava 2'                 |            |
| Trompet 8', B/D           |            |

- 1859: Reparation av Per Larsson Åkerman, Strängnäs.
- 1936: Ombyggnad av firma Nils Hammarberg, Göteborg: Fasaden flyttades 1 meter bakåt och spelbordet flyttades till orgelhusets södra gavel. Sänkning av tonhöjden genom uppflyttning av vissa stämmor ett halvt tonsteg. (Arbetet utfördes efter riktlinjer av Kyrkosångens vänners (KSV:s) orgelråd, kontaktman fil. dr. Bertil Wester, Stockholm.)
- 1950: Bakom Gustaf Anderssons fasad gjorde firma Åkerman & Lund, Sundbyberg, en om- och tillbyggnad, varvid det gamla verket bibehölls på sin väderlåda som manualverk. Öververk och pedal tillbyggdes och det hela pneumatiserades. Fristående spelbord med utökat manual- och pedalomfång. (Enligt förslag av musikdirektör Gösta Westblad, Botkyrka.)
- Okänd tidpunkt: Nasard 2 2/3' flyttades upp en oktav till Kvinta 1 1/3' och Ters 1 3/5' på samma sätt till Ters 4/5'.

Nuvarande disposition:
| Manual C-g³                    | Öververk C-g³        | Pedal C-f¹         | Koppel                 |
| Borduna 16', B (C-H) /D c°-g³) | Fugara 8'            | Subbas 16' (1950)  | Öververk/manual        |
| Principal 8'                   | Flûte d'amour 8'     | Gedackt 8' (1950)  | Manual/Pedal           |
| Dubbelflöjt 8'                 | Principal 4' (1950)  | Koralbas 4' (1950) | Öververk 16' /öververk |
| Oktava 4'                      | Gemshorn 4' (1950)   |                    | Öververk 4' /manual    |
| Flöjt 4'                       | Blockflöjt 2' (1950) |                    |                        |
| Kvinta 2 2/3'                  | Kvinta 1 1/3' (1950) |                    | Tremulant              |
| Oktava 2'                      | Ters 4/5' (1950)     |                    |                        |
| Mixtur III ch. (1950)          |                      |                    | 2 fria kombinationer   |
| Trumpet 8'                     | Crescendosvällare    |                    | Registersvällare       |